# 兵庫県道460号野島浦線
兵庫県道460号野島浦線（ひょうごけんどう460ごう のじまうらせん）は、兵庫県淡路市を通る一般県道である。

## 概要
淡路市野島蟇浦（ひきのうら）から淡路市浦に至る。

### 路線データ
- 起点：淡路市野島蟇浦（兵庫県道31号福良江井岩屋線交点）
- 終点：淡路市浦（浦交差点、国道28号交点）
- 総延長：7.115 km
- 事前通行規制区間[1]：淡路市野島蟇浦 - 淡路市野島常盤
- 緊急輸送道路[1]：東浦IC - 終点

## 地理

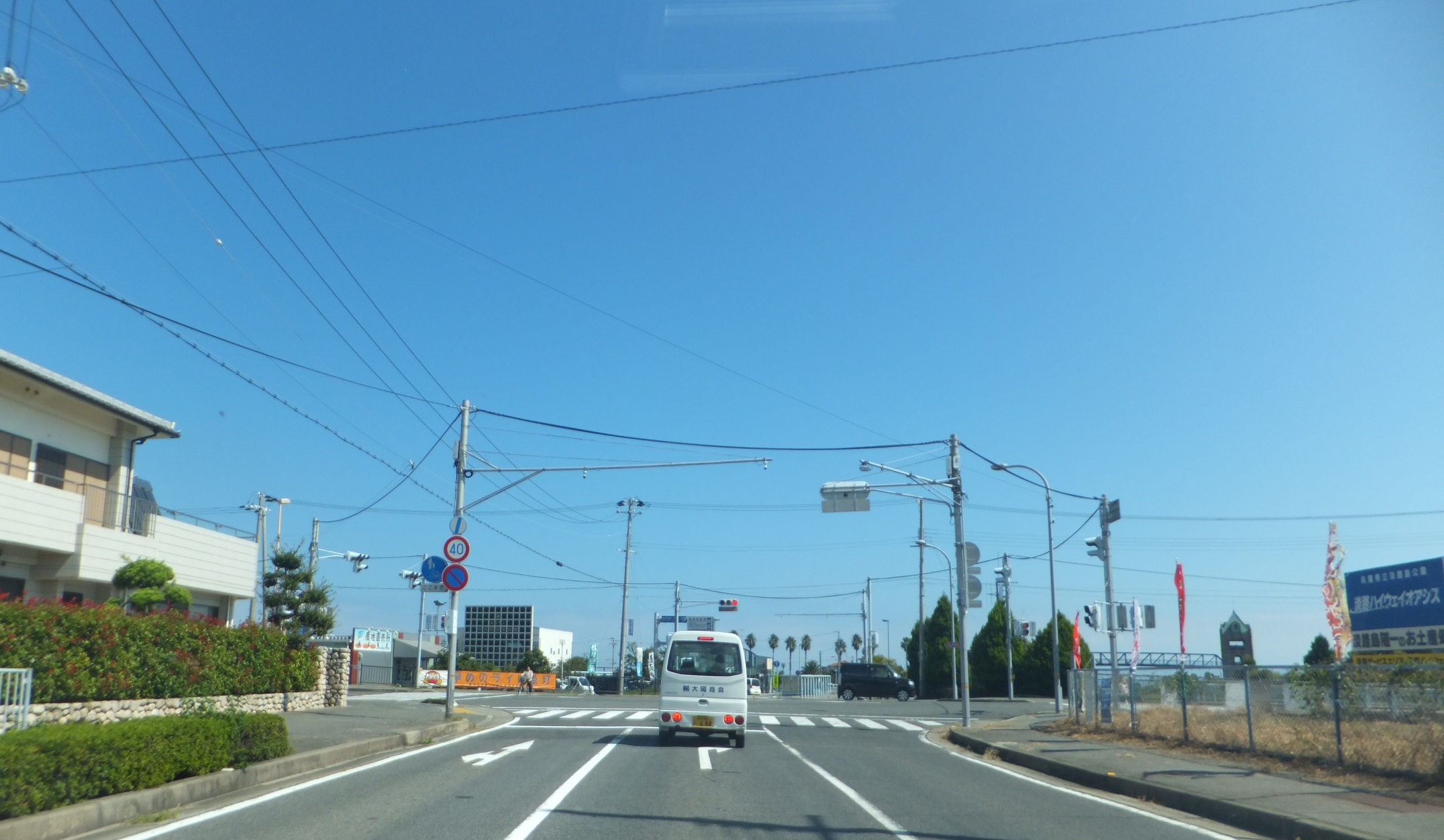
終点付近
淡路市浦で撮影

### 通過する自治体
- 淡路市

### 交差する道路
| 交差する道路                | 交差する場所           | 交差する場所    |
| --------------------------- | ---------------------- | --------------- |
| 兵庫県道31号福良江井岩屋線  | 野島蟇浦（ひきのうら） | 起点            |
| 兵庫県道157号佐野仁井岩屋線 | 中持                   |                 |
| E28 神戸淡路鳴門自動車道    | 浦                     | 5 東浦IC        |
| 国道28号                    | 浦                     | 浦交差点 / 終点 |

### 沿線
- 播磨灘
- 淡路市立浦小学校
- 浦郵便局
- 道の駅東浦ターミナルパーク